# Équivalence ricardienne
Pour les articles homonymes, voir Ricardien (homonymie).
L’équivalence ricardienne (aussi appelé effet Ricardo-Barro, ou encore théorème d'équivalence néo-ricardienne) est une théorie économique selon laquelle, lorsque l'État s'endette pour effectuer une relance budgétaire, les agents économiques sont capables d'anticiper rationnellement une future hausse des impôts et ainsi réduisent leur consommation, contrecarrant l'effet de la relance budgétaire sur l'activité. Cette théorie conclut à l'inefficacité des politiques budgétaires sur la croissance économique. Face aux résultats des études empiriques, plusieurs économistes ont proposé de nuancer la théorie de l'équivalence ricardienne.

## Concept

### Premières formulations
Cette conjecture a été énoncée en premier lieu par David Ricardo, économiste classique du XIXe siècle. Selon lui, il y aurait, sous certaines conditions, équivalence entre l'augmentation de la dette publique aujourd'hui et l'augmentation des impôts requise demain pour le remboursement de cette dette et le paiement des intérêts. La solution du financement d'une guerre par l’État en levant 20 millions de livres sterling d'impôt serait identique à la solution de l'émission de titres de dette.
Cette théorie avait déjà fait l'objet d'une intuition exprimée par Mirabeau, qui écrit en 1787 dans une lettre au roi de France : « Dès que l’État emprunte des sommes dont ses revenus actuels ne peuvent pas même payer les intérêts, l’impôt existe, soit qu’on le déclare ou non. Il faudra donc imposer réellement un jour, pour se procurer le gage de l’emprunt fait aujourd’hui ».

### Travaux subséquents
L'économiste Robert Barro reprend cette conjecture en 1974 en la modernisant, dans un article majeur de l'histoire de la pensée économique : « Are government bonds net wealth? » (En français « Les obligations d’État constituent-elles une richesse nette ? »)(Journal of Political Economy). Pour lui, dès lors que les agents économiques se comportent de manière rationnelle, une politique de relance (distribution de revenus financée par la dette publique) ne les poussera pas à consommer, mais plutôt à épargner, en prévision de hausses d’impôts futures.
L'explication sous-jacente est que pour financer sa relance, l’État doit emprunter. La dette n'étant que l'impôt de demain, dès lors qu'on émet l'hypothèse que les dépenses publiques sont neutres économiquement (qu'elles ne peuvent pas influer sur la production), un endettement au moment t implique nécessairement une hausse d'impôts à t+1. La théorie de Barro se fonde sur l'idée selon laquelle les agents ont la capacité d'anticiper une hausse d'impôts à partir de l'observation de l'endettement de l’État, et que, ayant observé cela, ils commencent à épargner en prévision des hausses d'impôts.

## Tests économétriques

### Débats théoriques
La validité de l'« équivalence ricardienne » a longtemps été – et est encore – discutée. La conjecture n'a été énoncée que dans des situations très précises, limitées par des hypothèses nombreuses. Elle repose sur des hypothèses lourdes, parmi lesquelles l'altruisme intergénérationnel, la perfection des marchés de capitaux, la capacité d'anticipation rationnelle des ménages, et la neutralité des dépenses publiques, c'est-à-dire l'incapacité supposée pour les dépenses publiques de modifier les grandeurs réelles, et donc d'avoir un impact sur l'emploi ou la croissance.
La théorie est aujourd'hui concurrencée par le modèle keynésien à effet de seuil, pendant de la nouvelle économie keynésienne.

### Débats empiriques
Les études menées par Olivier Blanchard, Francesco Giavazzi et Giuseppe Pagano à la fin des années 1990 tendent à montrer qu'un comportement ricardien n'existe que dès lors que l'endettement public est perçu comme excessif par la population. Ainsi, lorsqu'un État peu endetté s'endette pour financer une dépense publique, les agents n'anticipent pas une hausse d'impôts, ou l'anticipent mais ne créent pas de l'épargne de précaution. Cela expliquerait pour les études de James Poterba et de Lawrence Summers sur des données des États-Unis des années 1980 montrent une absence de comportement ricardien chez les étasuniens. Ils montrent notamment que l'augmentation des dépenses publiques n'a pas été accompagnée d'une épargne prévisionnelle des agents économiques, mais d'une baisse du taux d'épargne. 
Une autre étude de Jordi Galí, J. David López-Salido et Javier Vallés (2005) remet en cause l’hypothèse d’équivalence ricardienne. Les auteurs, en analysant des données macroéconomiques américaines, constatent qu’un choc positif de dépenses publiques tend à accroître durablement la consommation privée, contrairement à la prédiction classique selon laquelle les ménages réduiraient leur consommation en anticipant une hausse future des impôts. Ils proposent un modèle néo-keynésien intégrant une proportion significative de consommateurs dits « myopes » ou « à la main-à-la-bouche » (rule-of-thumb) et des prix rigides, qui rend compte à la fois de ces résultats empiriques et de multiplicateurs budgétaires plus élevés que ceux prédits par le cadre ricardien traditionnel.
Une étude publiée par la Direction générale du Trésor et de la Politique économique (DGTPE) en 2004 a suggéré que les ménages, de la zone euro et en France, pouvaient suivre un comportement ricardien : « une hausse de 1 point de PIB du déficit public structurel serait compensée par une augmentation de 3/4 de point de PIB de l'épargne privée, ce qui serait cohérent avec un comportement largement ricardien des ménages de la zone euro. » Les auteurs de cette étude notent toutefois qu’il convient de ne pas « interpréter trop hâtivement comme une causalité ce type de corrélation ».
Des études sur les réponses des ménages japonais aux relances budgétaires de l’État japonais tendent à montrer une forme de comportement ricardien de la part des ménages, qui compriment leur consommation en vue d'une augmentation future des impôts due à la levée de dette nécessaire pour financer la relance. Les auteurs remarquent que ce comportement ricardien existe, mais d'une manière bien plus faible, chez les ménages américains. Une étude de 2013 par Thomas Grennes et Andris Strazds montre une relation positive entre l'accumulation d'actifs par les ménages et la dette publique, ce qui témoignerait d'un comportement accumulateur ricardien.